# Мессмер, Отто Геранимович
Отто Геранимович Ме́ссмер (нем. Otto Messmer, 14 июля 1961, Караганда, Казахская Советская Социалистическая Республика — 28 октября 2008, Москва) — советский, российский и казахстанский римско-католический священник немецкого происхождения, глава иезуитов стран СНГ (2002—2008).

## Биография
Отто Мессмер родился 14 июля 1961 года в многодетной семье немцев из Одессы, сосланных в Караганду. Старший брат — Николай Геранимович Мессмер (1954—2016) — католический священник.
Вступил в «Общество Иисуса» в 1982 году в Вильнюсе. В 1988 году был рукоположён в священники.
В июле 1988 года, по окончании Рижской богословской семинарии, по направлению кардинала Юлиана Вайводса приехал служить в Целиноград (Астану); был ректором Новосибирской католической предсеминарии.
2 октября 2001 году принёс вечные обеты; в 2002 году был назначен настоятелем «Независимого российского региона Общества Иисуса» — территориальной организацией Ордена на территории стран СНГ.

## Убийство
28 октября 2008 года в принадлежащей «Обществу Иисуса» пятикомнатной квартире на улице Петровка в Москве был обнаружен его труп, а также труп другого иезуита — гражданина Эквадора Виктора Бетанкура. Обоим иезуитам были нанесены тяжёлые ранения в голову.
6 ноября 2008 года следствием «в одном из клубов столицы нетрадиционной направленности» был задержан подозреваемый в убийстве, которого источник в правоохранительных органах Москвы представил как ранее судимого мужчину 1970 года рождения, зарабатывающего на жизнь мужской проституцией; следствие склоняется к сексуально-бытовой версии убийства.
5 ноября 2008 года по убитым главой архиепархии Божией Матери архиепископом Павлом Пецци, в сослужении представителя Святого Престола в Российской Федерации архиепископа Антонио Меннини и иных, в кафедральном соборе Непорочного Зачатия была совершена заупокойная месса.
В 2009 году расследование по делу о двойном убийстве было официально завершено. Следствие пришло к выводу, что ранее судимый Михаил Орехов убил топором гражданина Эквадора Виктора Бетанкура, когда тот попытался склонить его к «совершению совместных действий сексуального характера». Отто Мессмер был убит Ореховым с целью сокрытия следов первого убийства. Тем не менее, убийца не старался скрыть следы преступления, так как на месте преступления были найдены бутылки абсента, пачки сигарет, презервативы и следы крови.